# 十一経路駅
十一経路駅（じゅういちけいろえき）とは中華人民共和国天津市河東区に位置する天津地下鉄9号線の駅である。

## 駅構造
- 島式ホーム1面2線を有する地下駅。

## 歴史
- 2011年5月1日 - 開業。[1]
- 2012年10月15日 - 当駅と天津駅間が開通。

## 隣の駅
- ■9号線

大王荘駅 - 十一経路駅 - 直沽駅